# Nelson (Minnesota)
Nelson es una ciudad ubicada en el condado de Douglas en el estado estadounidense de Minnesota. En el Censo de 2010 tenía una población de 187 habitantes y una densidad poblacional de 110,06 personas por km².

## Geografía
Nelson se encuentra ubicada en las coordenadas 45°53′12″N 95°15′54″O / 45.88667, -95.26500. Según la Oficina del Censo de los Estados Unidos, Nelson tiene una superficie total de 1.7 km², de la cual 1.7 km² corresponden a tierra firme y (0%) 0 km² es agua.

## Demografía
Según el censo de 2010, había 187 personas residiendo en Nelson. La densidad de población era de 110,06 hab./km². De los 187 habitantes, Nelson estaba compuesto por el 98.93% blancos, el 0% eran afroamericanos, el 1.07% eran amerindios, el 0% eran asiáticos, el 0% eran isleños del Pacífico, el 0% eran de otras razas y el 0% pertenecían a dos o más razas. Del total de la población el 0.53% eran hispanos o latinos de cualquier raza.